# Пам'ятник жертвам комуністичних злочинів

Пам'ятник жертвам комуністичних злочинів

Пам'ятник жертвам комуністичних злочинів споруджений у Львові на площі Шашкевича, навпроти колишньої «Тюрми на Лонцького» — катівні комуністичного режиму. Скульптори — П. Штаєр і Р. Сивенький.

## Історія встановлення
Ідея спорудження пам'ятника виникла в колишнього політв'язня Василя Кубіва. Багато хто сприйняв цю ідею як чергову фантазію, побажання, яке ніколи силами політв'язнів не буде реалізоване. Для того, щоб повністю зосередитись на цій ідеї, Василь Кубів відмовився від посади голови Львівської обласної спілки політв'язнів України (ЛОО СПВУ). У 1992 р. створив і очолив профспілку ветеранів праці «Нескорені» з реквізитами окремої громадської організації, через яку здійснювались фінансові операції, пов'язані з будівництвом пам'ятника. Про свій задум опублікував три статті в газеті «За вільну Україну». Наполіг та організував демонтаж радянського пам'ятника Юрієві Мельничуку на площі Шашкевича. За його наполяганням Львівська міськрада узаконила будівництво пам'ятника на площі Шашкевича з назвою «Жертвам комуністичних злочинів». Щоб впровадити свою ідею Василь Кубів їде на свою малу батьківщину і привозить кам'яну брилу, яку за домовленістю скульптор Іван Самотос перетворив на пам'ятний знак з написом «Тут буде встановлено пам'ятник жертвам комуністичних злочинів».
23 червня 1992 року цей кам'яний знак величаво освятили на площі Шашкевича. Того ж року Василь Кубів організовує обласні оргкомітет і журі з розгляду майбутніх проєктів пам'ятника. В газетах дає оголошення про конкурс на найкращий проєкт. Проводить чотири тури конкурсу в різних приміщеннях м. Львова. На відкритий рахунок у банку збирає гроші на пам'ятник. В час девальвації грошової системи зумів вчасно за зібрані гроші закупити дві тони бронзи. Через міністерство культури домігся списання на брухт радянського пам'ятника, що стояв у центрі Львова. Наполіг проголосувати за проєкт скульптора П. Штаєра. Як голова профспілки оформив угоду зі скульптором на виготовлення макету пам'ятника, зі скульптурною фабрикою — на виготовлення пам'ятника з бронзи, з проєктною організацією «Укрпроектреконструкція» — на проєкт фундаменту під пам'ятник та впорядкування площі. Гроші по церквах збирали політв'язні. До підприємців ходив він сам з простягнутою рукою. Звертався через радіостанцію «Свобода» до української діаспори за допомогою. Закупив у Житомирі гранітні конструкції для благоустрою. Як інженер-будівельник з багаторічним стажем оформив право через «Архбудконтроль» вести технічний нагляд за будівельними та монтажним роботами на площі Шашкевича. З банківського рахунку оплатив усі підписані ним угоди. Про перебіг подій, пов'язаних зі спорудженням пам'ятника, після 1990 року Василь Кубів написав книжку «Опозиція чи позиція».
При інтенсивній моральній і фінансовій підтримці голови Львівської обласної ради Миколи Гориня та міського голови Василя Куйбіди спорудження пам'ятника було успішно завершене.
8 листопада 1997 року на площі М. Шашкевича, навпроти колишньої «Тюрми на Лонцького» вперше в Україні відкрито пам'ятник «Жертвам комуністичних злочинів». Символічну стрічку розрізали Михайло Гладій і Василь Куйбіда. У виконанні хорових колективів «Нескорені», «Відгомін», «Орфей» і «Левада» та велелюдної громадськості, що зібралась на площі, урочисто прозвучав Державний Гімн України.

## Традиційні заходи біля пам'ятника
Вже стало традицією для ЛОО СПВУ в третю суботу червня проводити мітинг-реквієм біля пам'ятника «Жертвам комуністичних злочинів», вшановувати безвинно ув'язнених і замордованих органами НКВС у тюрмах України при їх відступі на початку Другої світової війни. На це скорботне віче запрошуються священники, керівники міста й області, керівники й члени усіх патріотичних організацій Львівщини, громадсько-політичні діячі, громадяни Львівщини, небайдужі люди.